# إلسون هوي
إلسون هوي (بالهولندية: Elson Hooi)‏ (1 أكتوبر 1991 بويلمستاد في كوراساو - ) هو لاعب كرة قدم هولندي في مركز الهجوم . شارك مع منتخب كوراساو تحت 20 سنة لكرة القدم ومنتخب كوراساو لكرة القدم. أما مع النوادي، فقد لعب مع نادي فولندام وناك بريدا ونادي فيبورج ونادي معيذر والتضامن.

## مسيرته الكروية
لعب إلسون هوي خلال مسيرته الاحترافية مع 6 أندية في أحد عشر موسمًا وسجل خلالها 16 هدفًا ضمن 173 مباراة. ولم يفز بأي موسم بالكأس أو بالدوري.
خاض إلسون هوي مسيرته مع نادي ناك بريدا في موسم 2012–13 ليلعب معه أربعة مواسم، مشاركًا في 75 مباراة سجل خلالها 9 أهداف. ثم انتقل إلى نادي فيبورج في موسم 2014–15 لمدة موسم واحد، حيث شارك في 11 مباراة سجل خلالها هدفًا واحدًا. لينتقل بعدها إلى نادي فولندام في موسم 2015–16 لمدة موسم واحد، مشاركًا في 14 مباراة سجل خلالها 3 أهداف. ثم انتقل إلى نادي فينديياسيل ‏ في موسم 2016–17 لمدة موسم واحد، مشاركًا في 3 مباريات ولم يسجل أي هدف. هذا وانتقل لاحقًا إلى نادي أدو دين هاغ في موسم 2017–18 واستمر معه طيلة ثلاثة مواسم، مشاركًا في 63 مباراة سجل خلالها 3 أهداف.

## روابط خارجية
- إلسون هوي على موقع قاعدة بيانات كرة القدم.إي يو (الإنجليزية)
- إلسون هوي على موقع ناشيونال فوتبول تيمز (الإنجليزية)
- إلسون هوي على موقع Soccerway.com (الإنجليزية)
- إلسون هوي على موقع عالم كرة القدم.نت (الإنجليزية)